# Royaume d'Étrurie
21 mars 1801 – 10 décembre 1807
(6 ans, 8 mois et 19 jours)
Entités précédentes :
- Grand-duché de Toscane
- État des Présides

Entités suivantes :
- Empire français (départements de l'Arno, de la Méditerranée et de l'Ombrone)

Le royaume d'Étrurie est un État satellite du royaume d'Espagne créé en 1801, comprenant une grande partie du grand-duché de Toscane. Il est dissous en 1807 lorsqu'il est annexé par la France de Napoléon Ier.

## Histoire
Le royaume d'Étrurie tient son nom de l'Étrurie, ancien nom romain des territoires des Étrusques.
Par le traité secret de San Ildefonso (1er octobre 1800), le premier consul Bonaparte promet la création en Italie d'un État sous dépendance espagnole, le royaume d'Étrurie, en échange de la restitution de la Louisiane par l'Espagne. On peut dire que par ce traité « les Bourbons échangent un empire contre une province ». Les traités de Lunéville (9 février 1801) et d'Aranjuez (21 mars 1801) en confirment la création. La couronne est confiée à Louis Ier, fils et héritier du duc de Parme Ferdinand Ier, qui est fils du roi d'Espagne. 
Ferdinand Ier meurt en 1802 et ses possessions sont annexées par la France en dépit de la loi de succession. Dans l'esprit de Napoléon Ier, Louis Ier a « implicitement » renoncé au duché de Parme et Plaisance qui devient alors le chef-lieu du département français du Taro.
Le grand-duc de Toscane, Ferdinand III de Toscane, évincé de ses territoires qui deviennent le royaume d'Étrurie, reçoit en compensation les territoires ecclésiastiques de l'archevêché de Salzbourg.
Lorsque le roi Louis Ier meurt, en 1803, sa femme Marie-Louise d'Étrurie (fille du roi d'Espagne Charles IV) assure la régence pour son fils Charles-Louis.
Cependant, en 1807, Napoléon Ier annexe le royaume d'Étrurie à l'Empire français, le transformant en trois départements français (Arno, Méditerranée et Ombrone). Si Élisa Bonaparte reçoit le titre de « grande-duchesse de Toscane », il ne s'agit que d'un simple commandement sur ces trois départements français.
Le roi et sa mère doivent recevoir en échange, selon les termes du traité de Fontainebleau signé en 1807 par la France et l'Espagne, le nord du Portugal, récemment conquis, mais, en 1808, la brouille entre Napoléon Ier et les Bourbon régnant en Espagne interrompt le processus. 
Lorsqu'en 1814, par le congrès de Vienne, la Toscane est reconstituée et rendue aux grands-ducs de Habsbourg-Lorraine, les Bourbon-Parme sont dédommagés par l'attribution du duché de Lucques : il est entendu qu'ils récupèrent le duché de Parme et Plaisance donné en « viager » (Napoléon II a été finalement exclu de cette succession) à l'impératrice Marie-Louise d'Autriche à la mort de cette dernière et que le duché de Lucques sera alors annexé par le grand-duché de Toscane.

## Rois d'Étrurie
1. Louis Ier (1801-1803).
2. Charles-Louis (1803-1807), appelé aussi Louis II d'Étrurie par certains auteurs ; la régence est assurée par sa mère la reine-régente Marie-Louise d'Étrurie, parfois appelée la reine Marie-Louise (pour la distinguer de l'impératrice Marie-Louise d'Autriche épouse de Napoléon Ier)

## Portrait par Goya

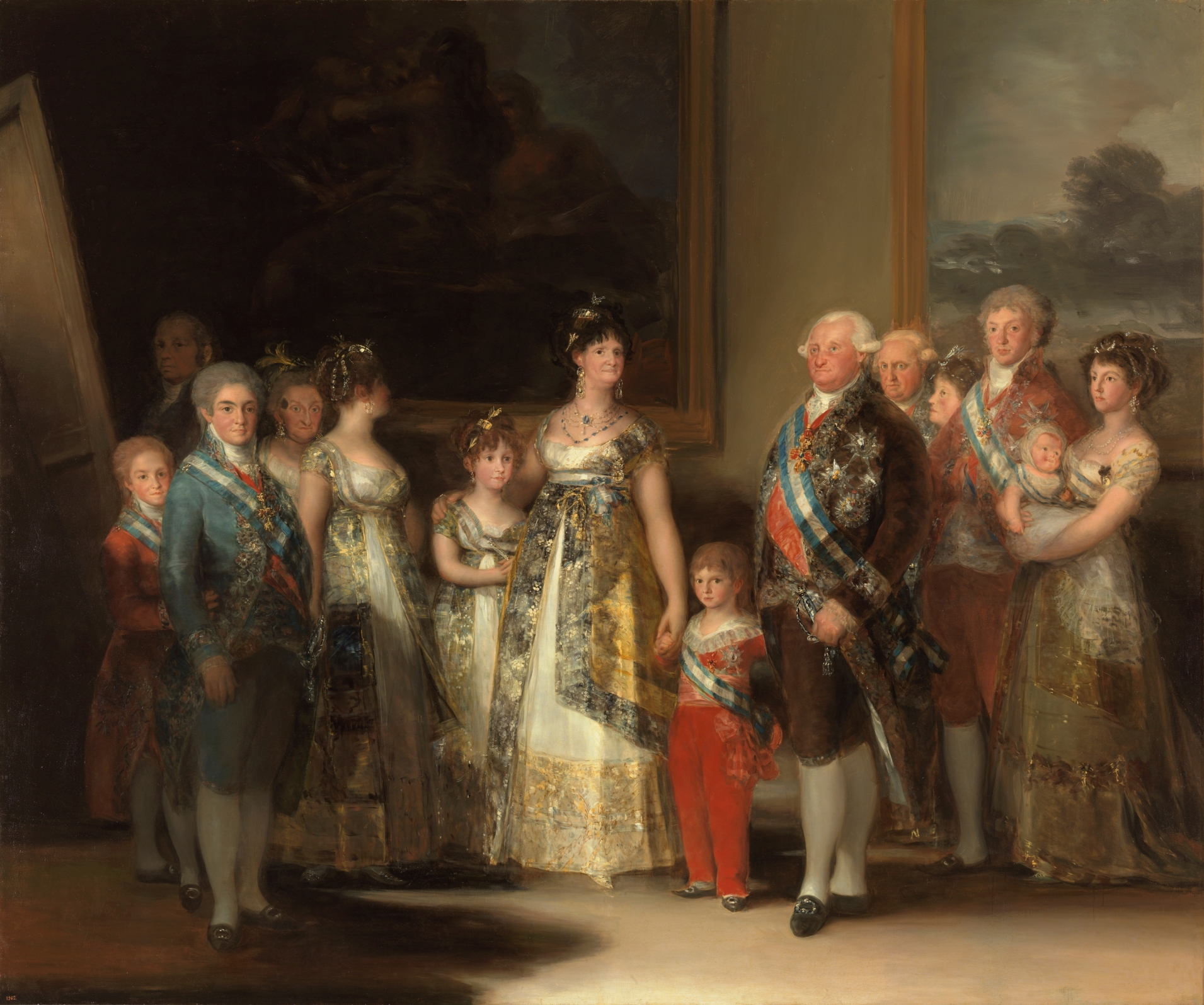
La Famille de Charles IV par de Goya (1801, musée du Prado, Madrid).

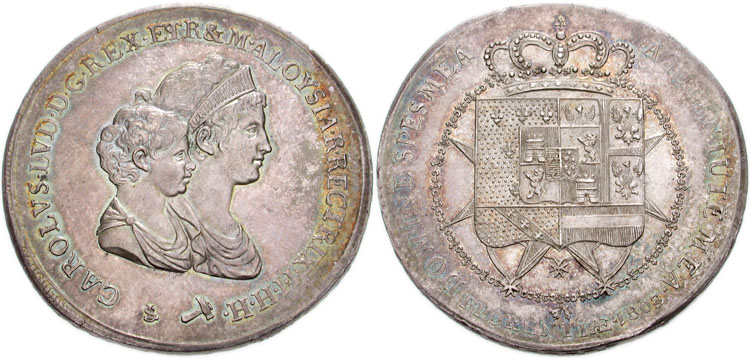
Royaume d'Étrurie : Charles-Louis et sa mère la reine Marie-Louise d.Étrurie, régente (1803-1807) : 10 lires (1803). La légende en latin est à comprendre Carolus Ludovicus Dei gratia rex Etruriae et Maria Aloysia regina rectrix.

La future famille royale d'Étrurie figure dans La Famille de Charles IV telle qu'elle est peinte par Francisco de Goya en 1800-1801 : à droite du tableau la future reine Marie-Louise tient le futur Charles-Louis dans ses bras et le futur Louis Ier se tient auprès d'elle.